# Inspektor Rolle
Inspektor Rolle (Arbeitstitel: Von der Rolle) ist eine deutschsprachige Fernseh-Krimiserie. Die erste Staffel mit drei Folgen unter der Regie von Jörg Grünler erschien 2002, die zweite Staffel mit zwei Folgen unter der Regie von Zoltan Spirandelli 2004. Beide Staffeln wurden von der Askania Media Filmproduktion GmbH für Sat.1 produziert.

## Handlungsrahmen
Berlin, ein ungewöhnliches Polizei-Trio: Der Wahlberliner Ringo Rolle mit unkonventionellen Ermittlungsmethoden, seine Kollegen, Orkan Örsey, Computerspezialist, der einzige echte Berliner im Team und Karsten Schmitt, ausgebildeter Einzelkämpfer und Frauenheld, ein waschechter Ossi. Kriminaldirektorin Dr. Elisabeth von Stein hat angesichts dieser Mischung einiges zu tun.

## Staffel 1

### Folge 1
- Top oder Flop (10. April 2002)
  - Drehbuch: Dirk Josczok

Der erfolgreiche Unternehmer und Business-Man des Jahres, Alexander Brombeck und die russische Tänzerin Irina werden Opfer eines Bombenanschlages. Inspektor Rolle verliebt sich ausgerechnet in Irinas Zwillingsschwester Swetlana.

### Folge 2
- Sex-Inserate (17. April 2002)
  - Drehbuch: Peter Reichard

Der angesehene Politiker Heinz Tegner wird tot in der Wohnung eines Callgirls aufgefunden. Nachdem der zunächst untergetauchte Zuhälter "Bananen-Lothar" tödlich verunglückt, verwandelt sich Inspektor Rolle in dessen „Bruder“.

### Folge 3
- Staatsgeheimnis (24. April 2002)
  - Drehbuch: Jörg Grünler, Kamera: Daniel Koppelkamm, Musik: Curt Cress und Chris Weller, Schnitt: Jörg Baumeister

Die Tochter des turkaschistanischen Botschafters Akajew wird entführt. Um die diplomatischen Beziehungen nicht zu gefährden, werden Inspektor Rolle und seine Kollegen als Diplomaten in die Botschaft eingeschleust. Sie finden heraus, dass der Botschafter selbst die Entführung initiiert hat, um sich an den vom deutschen Staat zur Verfügung gestellten 2 Mio. Euro Lösegeld zu bereichern.

## Staffel 2

### Folge 1
- Herz in Not (25. Februar 2004)
  - Drehbuch: Georg Heinzen, Schnitt: Claudia Fröhlich

Der erfolgreiche Schlagerstar, Ray Love, bricht bei der Vorentscheidung zum Grand Prix auf der Bühne tot zusammen. Um mehr herauszubekommen, schleust sich Inspektor Rolle als angeblicher Bruder des Toten in die Schlagerszene ein und steht nun selbst auf der Bühne.

### Folge 2
- Tod eines Models (3. März 2004)
  - Drehbuch: Michael Illner und Zoltan Spirandelli, Schnitt: Claudia Fröhlich

Das Model Leonie kommt bei einem mysteriösen Todesfall ums Leben. Die Chefin der Modeagentur, Elena Trautmann, ist verzweifelt, da das Event des Jahres vor der Tür steht. Inspektor Rolle ermittelt undercover, verkleidet als französischer Fotograf.

## Kritik
Cinema meinte zu dem Teil Staatsgeheimnis knapp, „60 Minuten hätten hier definitiv gereicht“.
Wiederholt wurden von der Fernsehzeitschrift prisma die skurrilen, schrägen und charismatischen Hauptdarsteller hervorgehoben:
Die Folge Sex-Inserate sei „ein kurzweilige TV-Krimi“, der trotz vollgepackter Story – verlogener Politiker, Zwangsprostitution, Ganoventum und ein Sumpf aus Korruption und Habgier „durch das schräge Ermittler-Team [überzeugt]“. „Das wohl ungewöhnlichste Ermittler-Trio Deutschlands“ besitze „das Patent für unkonventionelle Ermittlungsmethoden“. Der „skurrile Kommissar“ „[gehe] seine Fälle mit viel Intuition und Menschenkenntnis an“. Den Fall Staatsgeheimnis sei „zwar nicht unbedingt glaubwürdig, macht aber dank der schrägen Typen dennoch Spaß“. Auch der Tod eines Models sei ein „Kriminalfilm jenseits der Realität“, der jedoch „gerade dank der Übertreibungen, der ironischen Brechungen, des Wortwitzes und der guten Darsteller“ „angenehme Unterhaltung“ biete.